# Squanto

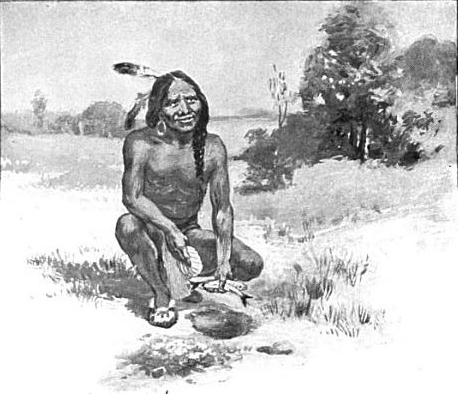
Tisquantum uczy kolonistów uprawy kukurydzy

Tisquantum, znany także jako Squanto (ur. w latach 80. XVI wieku, zm. w listopadzie 1622) – Indianin ze szczepu Patuxet, należącego do plemienia Wampanoagów. Był jednym z dwóch Indian (obok Samoseta), którzy pomagali angielskim kolonistom, tak zwanym pielgrzymom (pilgrim fathers) z kolonii Plymouth, przetrwać pierwszą zimę. Nauczył ich metody uprawy kukurydzy, fasoli i dyni – polegała ona na wtykaniu w kopczyki ziemi nasion tych trzech roślin tak, aby po wyrośnięciu dynia i fasola wykorzystywały łodygę kukurydzy w charakterze tyczki. Pokazał im też miejscową metodę nawożenia – zakopywanie ryb obok nasion. Sposoby te okazały się bardzo skuteczne, koloniści zebrali obfite plony, a placki kukurydziane były wówczas głównym daniem podczas Święta Dziękczynienia.
W 1605 roku wraz z kilkoma innymi Indianami został porwany przez kapitana George'a Weymoutha, który pragnął pokazać amerykańskich tubylców Ferdinando Gorgesowi, finansującemu jego zamorskie wyprawy. Został sprzedany w niewolę w Hiszpanii, skąd zbiegł i przedostał się do Anglii. Podczas swego kilkuletniego pobytu w Anglii Tisquantum opanował język angielski na tyle dobrze, że po powrocie w rodzinne strony pomagał w kontaktach pomiędzy Indianami a kolonistami jako tłumacz. Wystąpił w tej roli podczas negocjacji pomiędzy Wampanoagami a osadnikami w 1621 roku. Wódz Wampanoagów, Massasoit, zamierzał zezwolić angielskim kolonistom na osiedlenie się w opuszczonych w wyniku epidemii wioskach, w zamian za wsparcie w konflikcie z Narragansettami. Wynegocjowana ugoda przyniosła krótkotrwałe korzyści Wampanoagom, kolonistom zapewniła natomiast nie tylko przetrwanie, ale i umocnienie się, co ostatecznie obróciło się przeciwko wszystkim tubylcom, także Wampanoagom.